# Chiesa di Maria Santissima di Montenero (Larderello)
La chiesa di Maria Santissima di Montenero si trova a Larderello nel comune di Pomarance.

## Storia e descrizione
È il luogo di culto interno allo stabilimento boracifero fondato da Francesco de Larderel. La chiesa, costruita a partire dal 1832 per volontà dello stesso de Larderel, fu consacrata nel 1856.
L'esterno, preceduto da una scalinata, è costituito da una facciata a capanna inserita nel fronte continuo di un più vasto fabbricato su due piani. La composizione, molto semplice, è articolata su due registri; quello inferiore è scandito da quattro lesene tuscaniche che racchiudono il portale e due nicchie con statue; quello superiore, sormontato da frontone, presenta un piccolo rosone centrale.
Oltre alla struttura, all'interno sono da segnalare l'altare maggiore con l'immagine della Madonna di Montenero all'interno di una grande raggera dorata che richiama quella dell'omonimo santuario a Livorno, ove la famiglia de Larderel si era stabilita in età napoleonica proveniente dalla Francia, e il pulpito in ghisa variamente decorato con formelle rappresentanti il Cristo e i quattro evangelisti.